# ویوک مورتی
ویوک مورتی (کنرا:ವಿವೇಕ ಮೂರ್ತಿ)؛ زادهٔ ۱۰ ژوئیهٔ ۱۹۷۷) یک سیاستمدار اهل ایالات متحده آمریکا است. مورتی نوزدهمین جراح کل ایالات متحده آمریکا و متصدی فعلی این سمت است.